# Old Orchard Beach
Old Orchard Beach è una città degli Stati Uniti d'America, nella contea di York, nello Stato del Maine. La popolazione era di 8.856 abitanti nel censimento del 2000. Old Orchard Beach fu fondata nel 1653.